# August Chełkowski

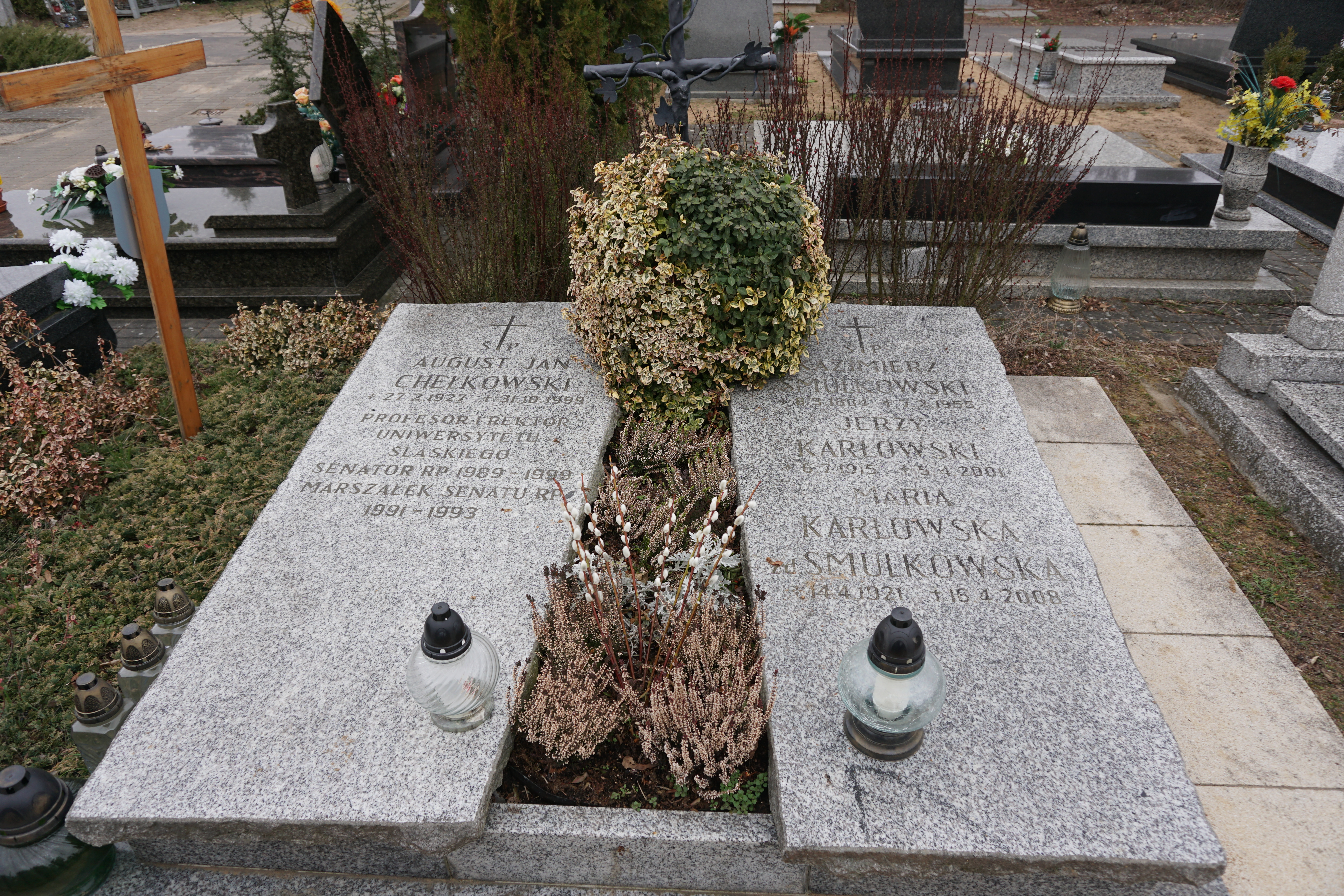
Grób Augusta Chełkowskiego na Cmentarzu Junikowo w Poznaniu

August Jan Chełkowski (ur. 27 lutego 1927 w Telkwicach, zm. 31 października 1999 w Warszawie) – polski fizyk, polityk i nauczyciel akademicki, profesor nauk fizycznych, rektor Uniwersytetu Śląskiego (1981–1982), marszałek Senatu Rzeczypospolitej Polskiej II kadencji w latach 1991–1993, senator I, II, III i IV kadencji w latach 1989–1999.

## Życiorys
Był synem Franciszka Chełkowskiego (ziemianina, działacza gospodarczego i narodowego na Powiślu) i Emilii z Mieczkowskich; przez babkę Marię Chełkowską był spokrewniony z rodziną Donimirskich, polskich działaczy narodowych w Prusach Wschodnich.
Maturę zdał w I Liceum Ogólnokształcącym im. Karola Marcinkowskiego w Poznaniu. Następnie ukończył studia na kierunku fizyki na Uniwersytecie im. Adama Mickiewicza, uzyskując tytuł zawodowy magistra w 1952, następnie stopnie naukowe doktora (1959) i doktora habilitowanego (1963). W 1973 został profesorem nadzwyczajnym, a w 1990 profesorem zwyczajnym w zakresie nauk fizycznych. Specjalizował się w fizyce ciała stałego. Był autorem prac naukowych z zakresu fizyki dielektryków i fizyki metali. Wykładał na Uniwersytecie im. Adama Mickiewicza w Poznaniu w latach 1956–1967, filii Uniwersytetu Jagiellońskiego w Katowicach w latach 1967–1968 oraz od 1968 na Uniwersytecie Śląskim. Pełnił funkcję rektora UŚ od 1 września 1981 do 16 stycznia 1982. Był jedynym rektorem szkoły wyższej internowanym w czasie stanu wojennego (przez siedem dni).
Zasiadał w Radzie Głównej Nauki i Szkolnictwa Wyższego w latach 1982–1985, należał do Europejskiego Towarzystwa Fizycznego. W 1980 wstąpił do „Solidarności”, w drugiej połowie lat 90. działał w Akcji Wyborczej Solidarność i Ruchu Społecznym AWS. Od 1989 do śmierci przez cztery kadencje reprezentował w Senacie województwo katowickie, w II kadencji był marszałkiem Senatu.
Został pochowany na Cmentarzu Junikowo w Poznaniu (pole 7–3–A–1).

## Odznaczenia
W 1998 został laureatem Nagrody Lux ex Silesia. Był autorem monografii Fizyka dielektryków. 3 maja 2009 odznaczony pośmiertnie przez prezydenta RP Lecha Kaczyńskiego Krzyżem Komandorskim z Gwiazdą Orderu Odrodzenia Polski. W 2018 pośmiertnie odznaczony Krzyżem Wolności i Solidarności.
Uchwałą nr XXXV/468/01 Rady Miejskiej Katowic z 28 maja 2001 jednej z ulic w centrum miasta nadano imię profesora Augusta Chełkowskiego.

## Życie prywatne
Jego synowa, Grażyna Chełkowska, została również fizykiem i wykładowcą na Uniwersytecie Śląskim. Jego młodszy brat Andrzej Chełkowski (1929–2005) był księdzem pallotynem, misjonarzem w Afryce.